# Índice General de la Bolsa de Valores de Colombia
El Índice General de la Bolsa de Valores de Colombia o IGBC era el índice bursátil más representativo de Colombia creado por la Bolsa de Valores de Colombia (BVC).
Este índice fue reemplazado por el nuevo índice COLCAP.

## Cálculo composición del índice IGBC
Para la composición del índice General (IGBC) se buscan las acciones más representativas en función de su rotación y frecuencia, de esta forma el número de acciones que compone la canasta para el índice será variable.
El IGBC es el Índice General de la Bolsa de Valores de Colombia, el cual es el resultado de ponderar las acciones más líquidas y de mayor capitalización que se negocian en la Bolsa, es decir aquellas que tienen una mayor rotación y frecuencia. Aquellas acciones que tengan una rotación mayor a 0,5% semestral y una frecuencia superior a 40% en el trimestre anterior, son incluidas dentro del IGBC. Este índice opera desde la fusión de las tres bolsas bursátiles que existían en 2001: Bogotá, Medellín y Occidente. Trimestralmente se recalcula la composición del IGBC y se obtiene una nueva canasta de acciones.

## Composición
Las empresas que cotizan en el índice son las siguientes:
| Símbolo    | Compañía                                 | Sector             |
| ---------- | ---------------------------------------- | ------------------ |
| PAZRIO     | Acerías Paz del Río                      | Siderurgia         |
| PFDAVVNDA  | Banco Davivienda                         | Banca              |
| BOGOTA     | Banco de Bogotá                          | Banca              |
| OCCIDENTE  | Banco de Occidente                       | Banca              |
| BCOLOMBIA  | Bancolombia                              | Banca              |
| BIOMAX     | Biomax Combustibles                      | Energía            |
| BMC        | BMC Bolsa Mercantil de Colombia          | Finanzas           |
| BVC        | Bolsa de Valores de Colombia             | Finanzas           |
| CNEC       | Canacol Energy                           | Energía            |
| CEMARGOS   | Cementos Argos                           | Cemento            |
| COLINVERS  | Compañía Colombiana de Inversiones       | Finanzas           |
| CORFICOL   | Corporación Financiera Colombiana        | Finanzas           |
| COLTEJER   | Compañía Colombiana de Tejidos           | Textil             |
| ECOPETROL  | Ecopetrol                                | Petróleo           |
| ETB        | Empresa de Telecomunicaciones de Bogotá  | Telecomunicaciones |
| EEB        | Empresa de Energía de Bogotá             | Energía            |
| ENKA       | Enka de Colombia                         |                    |
| FABRICATO  | Fabricato S.A                            | Textil             |
| GRUPOAVAL  | Grupo Aval Acciones y Valores            | Finanzas           |
| EXITO      | Almacenes Éxito                          | Venta al por menor |
| CHOCOLATES | Grupo Nacional de Chocolates             | Alimentación       |
| PFHELMBANK | Helm Bank                                | Banca              |
| INTERBOLSA | InterBolsa S.A.                          | Finanzas           |
| INVERARGOS | Inversiones Argos                        | Finanzas           |
| ISA        | Interconexión Eléctrica S.A.             | Energía            |
| ISAGEN     | ISAGEN S.A.                              | Energía            |
| MINEROS    | Mineros S.A.                             | Minería            |
| ODINSA     | Organización de Ingeniería Internacional | Construcción       |
| PREC       | Pacific Rubiales Energy                  | Petróleo           |
| SIE        | Sociedad de Inversiones Energía          | Finanzas           |
| GRUPOSURA  | Grupo Inversiones Suramericana           | Finanzas           |
| TABLEMAC   | Tablemac                                 | Materiales         |
| VALOREM    | Valórem                                  | Otros / Holding    |